# مرت یازیجی‌اوغلو
{{Infobox person
| name               = مرت یازیجی‌اوغلو
| image              = 
| caption            = 
| birth_date         = ۱۰ مهٔ ۱۹۹۳ ‏(۳۱ سال)
| birth_place        = استانبول، ترکیه
| death_date         = 
| nationality        = ترکیه
| death_place        = 
| education          = دانشگاه آیدین مدیریت بازرگانی
| occupation         = بازیگر
```
years_active       = ۲۰۱۱–اکنون
```

| 
مرت یازیجی‌اوغلو (به ترکی استانبولی: Mert Yazıcıoğlu) (زادهٔ ۱۰ مه ۱۹۹۳؛ استانبول) ستاره‌ی سریال‌های تلویزیونی و سینمای ترکیه است. 
ا در سال ٢٠١١ برای بازی در سریال رز سیاه به محبوبیت رسید
او در دانشگاه آیدین استانبول به تحصیل در رشته مدیریت بازرگانی مشغول شد
مرت بازیجی به مدت چندین سال با افرا ساراچ‌اوغلو رابطه عاشقانه داشت
او بعد از چندین سال دوباره برای بازی در سریال عشق ۱۰۱ و غنچه های گل سرخ توجه ها را به خود جلب کرد
یازیجی در سریال غنچه های سرخ با بازی در نقش جونید تحسین منتقدین را به همراه آورد و برنده جایزه پروانه طلایی بهترین بازیگر مرد شد

## تحصیلات
وی در ۱۰ مه ۱۹۹۳ در استانبول متولد شد. پس از گذراندن تحصیلات ابتدایی، راهنمایی و دبیرستان در استانبول،  در رشته مدیریت بازرگانی در دانشگاه استانبول آیدین ثبت‌نام کرد و شروع به تحصیل کرد اکنون علاوه بر بازیگری در این زمینه نیز فعالیت دارد.
او در مصاحبه ای تایید کرد که رتبه ۸۵ کنکور ریاضی بوده است و به تحصیل مدیریت بازرگانی در دانشگاه استانبول مشغول شده

## حرفه
او اولین گام خود را برای بازیگر شدن زمانی برداشت که به سر صحنه یک درام رفت که در آن یکی از دوستانش بازی می‌کرد. او ابتدا با آژانس کست ۳۳ که توسط سومرو اونات تأسیس شد و سپس با اومیت چیراک ملاقات کرد. او در ۳ کارگاه آموزشی موتا، درس بازیگری را از اومیت چیراک شروع کرد. وی پس از مدتی تحصیل در رشته بازیگری، با بازی در فیلم خویشاوندان پدربزرگم شروع به بازی کرد. در سال ۲۰۱۳ بر روی صفحه نمایش فاکس منتشر شد. وی در سریال تلویزیونی رز سیاه نقش «باران شاموردی» را بازی کرد که نقش‌های اصلی او را اجه اوسلو، ازجان دنیز، آیچا آیشین توران بازی می‌کنند. بعداً او در سریال تلویزیونی امید دست‌بند نیست شخصیت «فیرات» و در سریال تلویزیونی محمد: فاتح یک جهان شخصیت «کورکوت» را بازی کرد. او در فیلم بازی خوب که در سال ۲۰۱۸ اکران شد، شخصیت «جنک» را بازی کرد. او در سریال تلویزیونی یک لیتر اشک که از اکتبر ۲۰۱۸ از کانال د پخش می‌شد، شخصیت «ماهیر یتکین» را بازی کرد. او در سریال عشق ۱۰۱ که در نتفلیکس منتشر شد، نقش «سینان» را ایفا کرد.

## زندگی خصوصی
مرت یازیجی اوغلو (Mert Yazıcıoğlu) 20 اردیبهشت 1372 در شهر استانبول به عنوان فرزند دوم با اصالت دنیزلی به دنیا آمده است و تنها یک برادر دارد مادر او گولر و پدرش آیهان نام دارد، مرت در ۱۹ سالگی پدر خود را از دست داد

## فیلم‌شناسی
| فیلم           | فیلم                    | فیلم          | فیلم      |
| سال            | عنوان                   | نقش           | کانال     |
| -------------- | ----------------------- | ------------- | --------- |
| ۲۰۱۱           | خویشاوندان پدربزرگم     | -             | -         |
| ۲۰۱۸           | بازی خوب                | جنک           | -         |
| تلویزیون       |                         |               |           |
| سال            | عنوان                   | نقش           | کانال     |
| ۲۰۱۲–۲۰۱۳      | شهر گمشده               | فورکان        | کانال د   |
| ۲۰۱۳–۲۰۱۶      | رز سیاه                 | باران شاموردی | فاکس      |
| ۲۰۱۶–۲۰۱۷      | به امید دستبند نمیشه زد | فیرات         | فاکس      |
| ۲۰۱۸           | محمد: فاتح یک جهان      | کورکوت        | کانال د   |
| ۲۰۱۸–۲۰۱۹      | یک لیتر اشک             | ماهیر یتکین   | کانال د   |
| ۲۰۲۰           | گناه یک مادر            | یوسف          | کانال د   |
| ۲۰۲۲           | آشفته                   | کرم           | فاکس      |
| ۲۰۲۳           | غنچه های سرخ            | جونید         | نو (فاکس) |
| سریال اینترنتی |                         |               |           |
| سال            | عنوان                   | نقش           | کانال     |
| ۲۰۲۰           | عشق 101                 | سینان         | نتفلیکس   |
| ۲۰۲۱           | زمان مرگ                | جونیت         | اکسن      |
| ۲۰۲۱           | عشق 101                 | سینان         | نتفلیکس   |